# Fujiwara Tamefusa

Fujiwara Tamefusa (藤原為房, 1049 – 1115, também conhecido como Tamefusa-kyō-ki) ,  membro da Corte durante o Período Heian da História do Japão .

## Vida
Este membro do Ramo Kanjūji  do Clã Fujiwara era filho de Fujiwara Takashikata. 

## Carreira
Serviu os seguintes imperadores : Go-Reizei (1065 até 1068) , Go-Sanjo (1068 até 1072) ,  Shirakawa (1072 até 1086) ,  Horikawa (1087 até 1107) ,  Toba (1107 até 1115).
Iniciou seus trabalhos na corte em 1065 durante o reinado de Go-Reizei como Nuidono Gon no suke (縫殿権助, diretor adjunto provisório no departamento do guarda-roupa das damas da Corte) . Em 1971 foi promovido a Rokui-Kurodo (六位蔵人, camareiro de sexta classe) do Imperador Go-Sanjo  .
No ano seguinte, no reinado do Imperador Shirakawa passa a prestar serviços na Konoefu (近衛府, guarda interna palaciana). Em 1075 foi nomeado  Tōtōmi no kami (遠江守, Governador da Província de Tōtōmi). Dois anos depois volta a Capital para trabalhar no Chūgūshiki (中宮職, Cerimonial da Imperatriz Consorte). E em 1083 é designado para a Emonfu (衛門府, Guarda dos Portões Reais) .
Durante o reinado de Shirakawa, tanto Tamefusa como Fujiwara Korefusa e Ōe no Masafusa foram considerados seus melhores vassalos e receberam o apelido de Mae no mifusa (前の三房, os três com fusa), pois todos os três tinham o kanji fusa (房) em seus nomes . 
Em agosto de 1086, pouco antes da ascensão de Horikawa, Tamefusa assumiu a chefia do Edokoro (o atelier oficial da Corte) o que o levou a entrar em contato próximo com muitos artistas e artesãos. 
Em 1092 quando Tamefusa trabalhava como assessor do Ex-imperador Shirakawa ocorreu um incidente entre membros do Clero do Santuário Hie-sha e vassalos de Tamefusa e Fujiwara no Tadazane (neto de Fujiwara no Morozane e futuro líder do Clã Fujiwara), nesta época ambos serviam como funcionários de nível médio na Corte. Os manifestantes pressionavam afirmando que o clero de Enryakuji se juntariam à manifestação se Tamefusa e Tadazane não fossem punidos.  Dois dias depois Tamefusa perdeu seus títulos oficiais na Corte e Tadazame foi preso durante a prática de tiro ao alvo, e os vassalos responsáveis pelo assédio foram presos. Mas quando os membros do Enryakuji e as comunidades de Hie-sha perceberam que as punições acabariam por ai e ameaçaram iniciar um protesto na capital. Em resposta, o Kuge reuniu-se no Palácio Imperial, e no dia 28 de decidiu-se que tanto Tadazane como Tamefusa haviam de fato incentivado seus partidários a se intrometer nas propriedades do Santuário Hie. Consequentemente ambos foram rebaixados e exilados para províncias distantes como autoridades locais; Tamefusa foi nomeado vice-governador da Província de Awa, enquanto Tadazame tornou-se governador da Província de Aki. No entanto ambos foram perdoados e autorizados a retomar suas carreiras na Corte após dois anos. Shirakawa influenciou a Corte a perdoar Tamefusa que foi restaurado para sua antiga posição como um dos assessores do ex-imperador em 1093. Tadazame e seu principal cúmplice foram chamados de volta para a capital no dia 5 de março de 1094 
Entre 1107 e 1109, Tamefusa atuou como vice-líder de Kurōdodokoro (agencia responsável pelos documentos imperiais) e Chefe do Kuraryō (agencia responsável por armazenar os tesouros da corte e os trajes imperiais, bem como adquirir produtos estrangeiros para a Corte) onde adquiriu excelentes conhecimentos sobre a cultura chinesa, incluindo o Karakami (decoração em papel)  
Existem registros mostrando que Fujiwara Tamefusa, desde que assumiu o posto de Sangi (1111), juntou-se ao planejamento da antologia dos Trinta e seis Imortais da Poesia, Sanjuroku-ninshu, que seria um presente do ex-imperador Shirakawa ao Imperador Toba comemorando a celebração de seus seis anos de reinado em 1112 
Poucos anos depois em 27 de abril de 1115, Fujiwara Tamefusa veio a falecer no cargo de Sangi 